# جک انگلیش (بازیکن فوتبال، زاده ۱۹۲۳)
جک انگلیش (انگلیسی: Jack English; ۱۹ مارس ۱۹۲۳ – ۱۹۸۵ (۶۱−۶۲ سال)) بازیکن فوتبال اهل بریتانیا بود.
از باشگاه‌هایی که در آن بازی کرده‌است می‌توان به باشگاه فوتبال ابسفلیت یونایتد و باشگاه فوتبال نورث‌همپتون تاون اشاره کرد.